# Wimpern-Begonie
Die Wimpern-Begonie (Begonia bowerae) ist eine Pflanzenart aus der Gattung Begonien  (Begonia bowerae). Sie kommt nur im mexikanischen Bundesstaat Oaxaca vor.

## Beschreibung

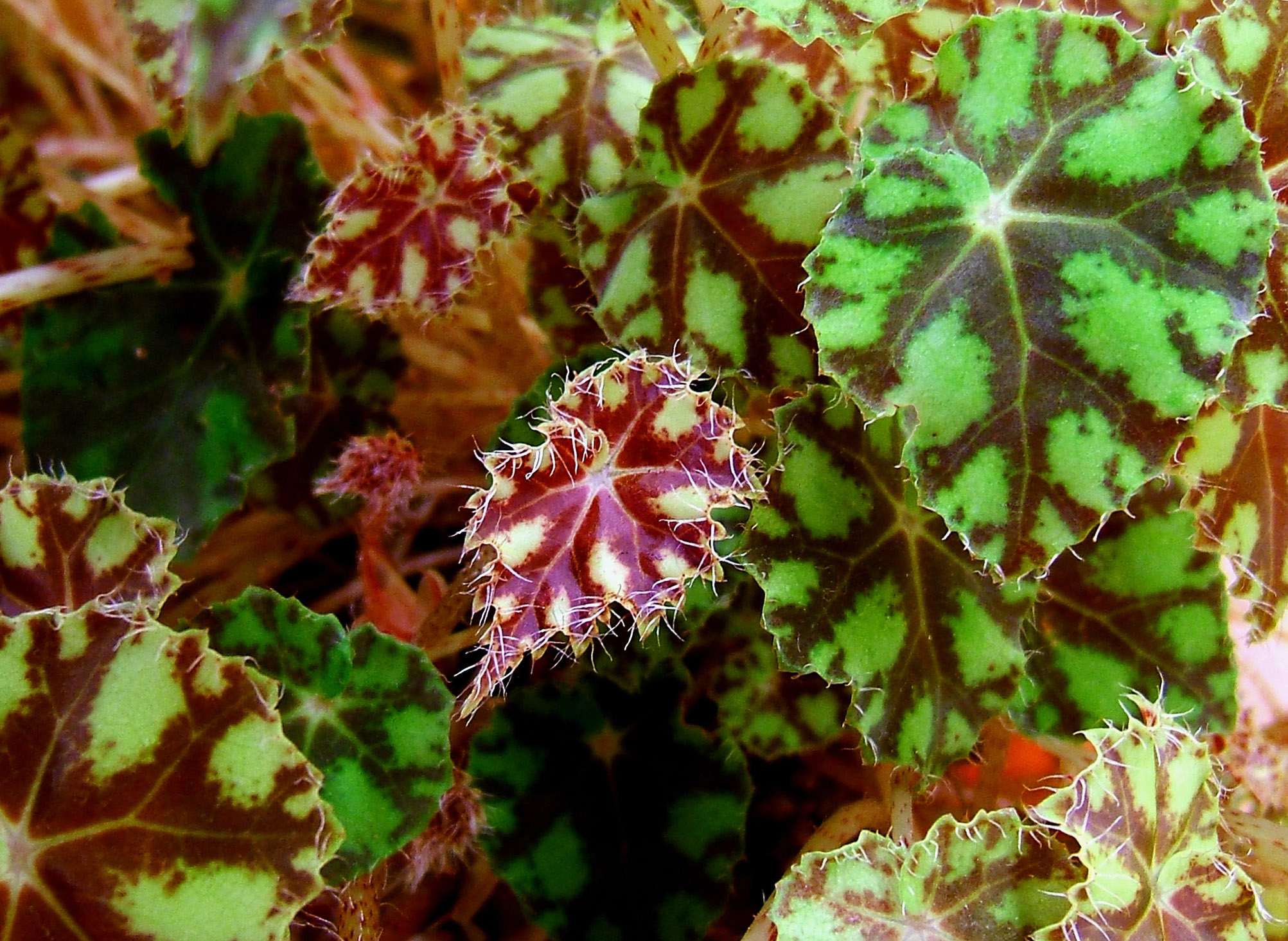
Laubblätter verschiedenen Alters: junge rötliche und ältere grüne. Gut erkennbar sind auch die Haare entlang der Blattränder.

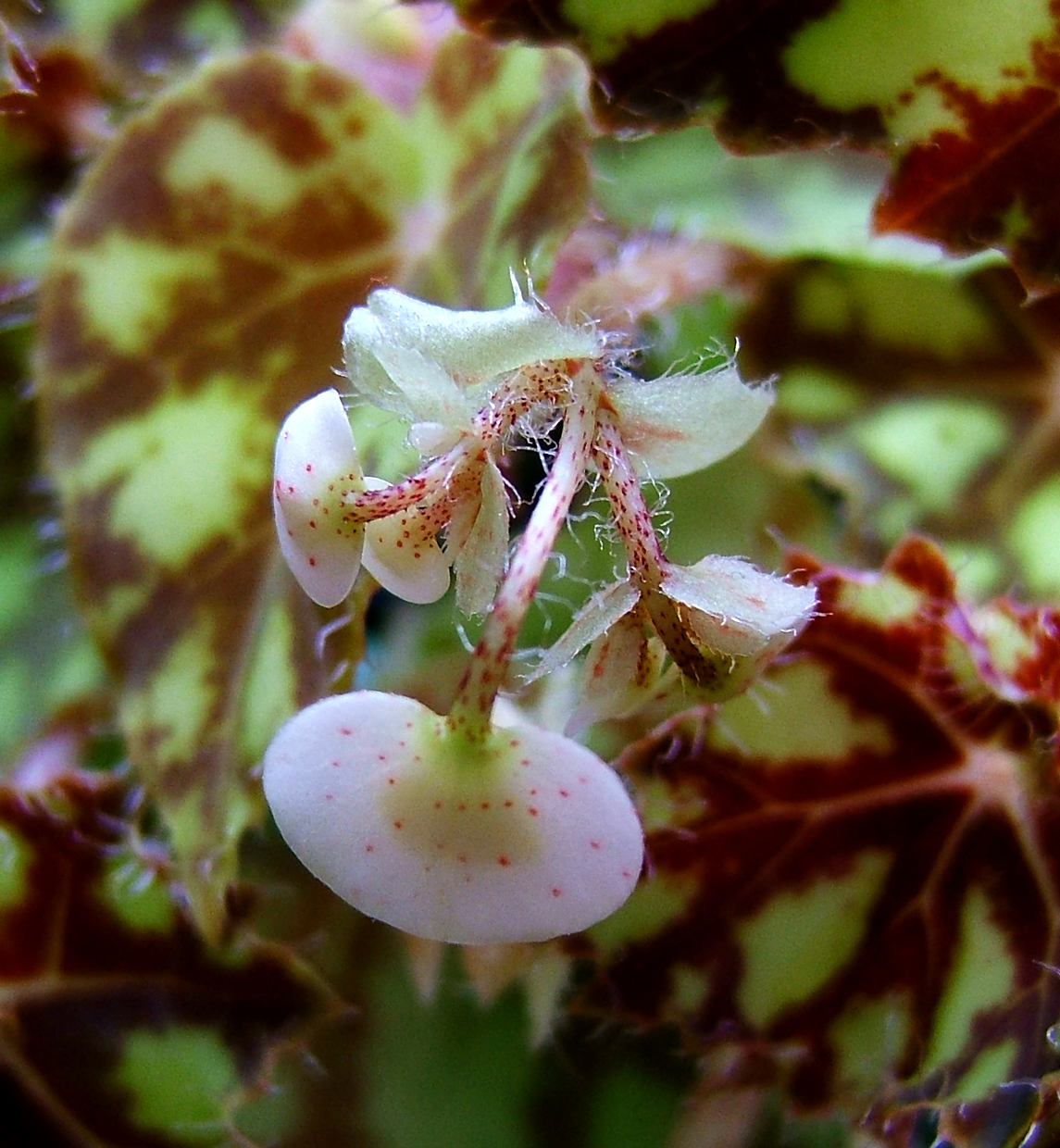
Blütenstand mit männlichen Blüten

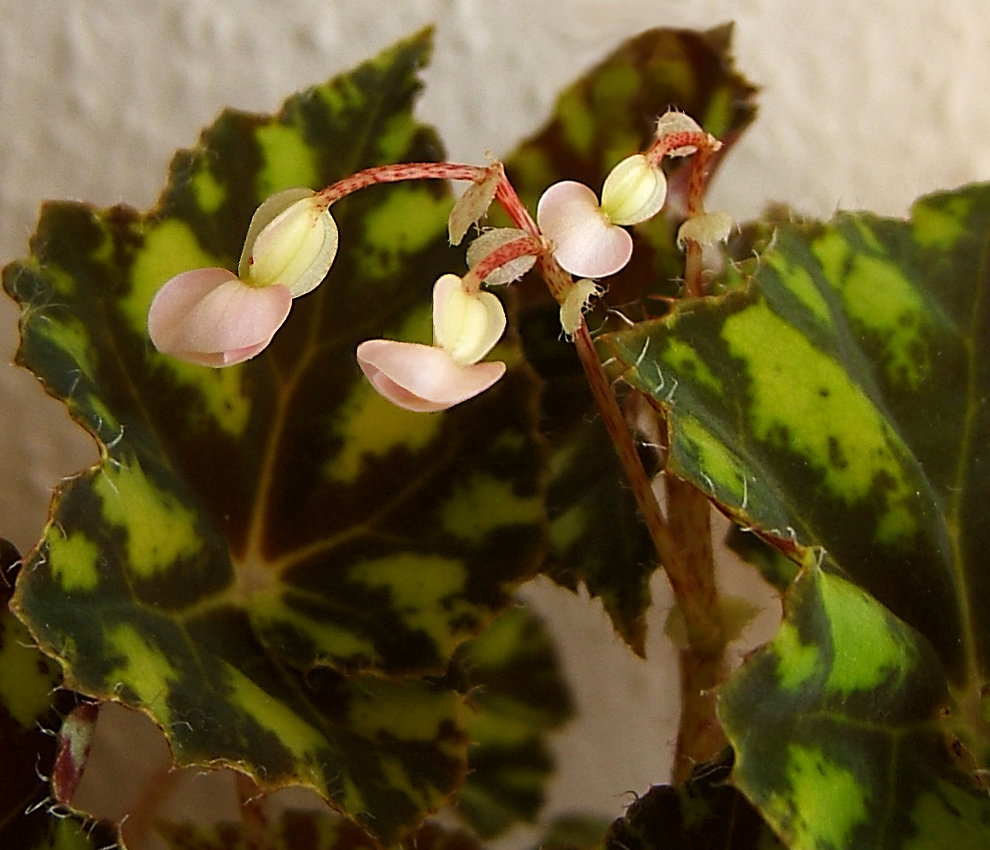
Blütenstand mit weiblichen Blüten

Begonia bowerae wächst als ausdauernde, krautige Pflanze und ist mit Wuchshöhen von etwa 25 bis 30 Zentimetern eine der niedrig bleibenden, rhizombildenden Begonienarten. Die abstehenden Haare (Trichome) an den oberirdischen Pflanzenteilen führten zum Trivialnamen „Wimpern-Begonie“. Die asymmetrisch geformten Laubblätter sind etwa 8 Zentimeter breit.
Die Wimpern-Begonie ist einhäusig getrenntgeschlechtig (monözisch); sie trägt also sowohl männliche als auch weibliche Blüten. In den Blattachseln entspringen die langen Blütenstandsschäfte dadurch überragen die doldigen Blütenstände die Laubblätter. Die relativ kleinen, eingeschlechtigen Blüten sind weiß. Männliche Blüten haben zwei Hüllblätter und Staubblätter. Die weiblichen Blüten besitzen einen unterständigen, dreifächerigen Fruchtknoten.

## Systematik, Verbreitung und botanische Geschichte
Die Begonia bowerae kommt nur im mexikanischen Bundesstaat Oaxaca vor. Am 13. März 1948 wurde sie von Thomas MacDougall im mexikanischen Bundesstaat Oaxaca in einer Höhenlage etwa 1220 Metern auf den Ausläufern der Sierra Madre auf dem Cerro Atravesado nördlich von Niltepec entlang eines Fließgewässers entdeckt und mit der Sammelnummer Thomas MacDougall C.62 im Missouri Botanical Garden’s Herbarium (MO) hinterlegt.
Die Erstbeschreibung von Begonia bowerae erfolgte 1950 Rudolf Christian Ziesenhenne in Begonian, Volume 17, S. 78, dort wurde sie „boweri“ geschrieben. Das Artepitheton bowerae ehrt die engagierte Begonienliebhaberin Constance Bower.
Begonia bowerae gehört innerhalb der Gattung Begonia zur Sektion Gireoudia.
Es wurden 1973 vier Varietäten durch Rudolf Christian Ziesenhenne in Begonian, Volume 40, Issue 12, S. 288 beschrieben:
- Begonia bowerae Ziesenh. var. bowerae
- Begonia bowerae var. major Ziesenh.
- Begonia bowerae var. nigramarga Ziesenh. (das Typusmaterial ist T.B.MacDougall C.177)
- Begonia bowerae var. roseiflora Ziesenh.

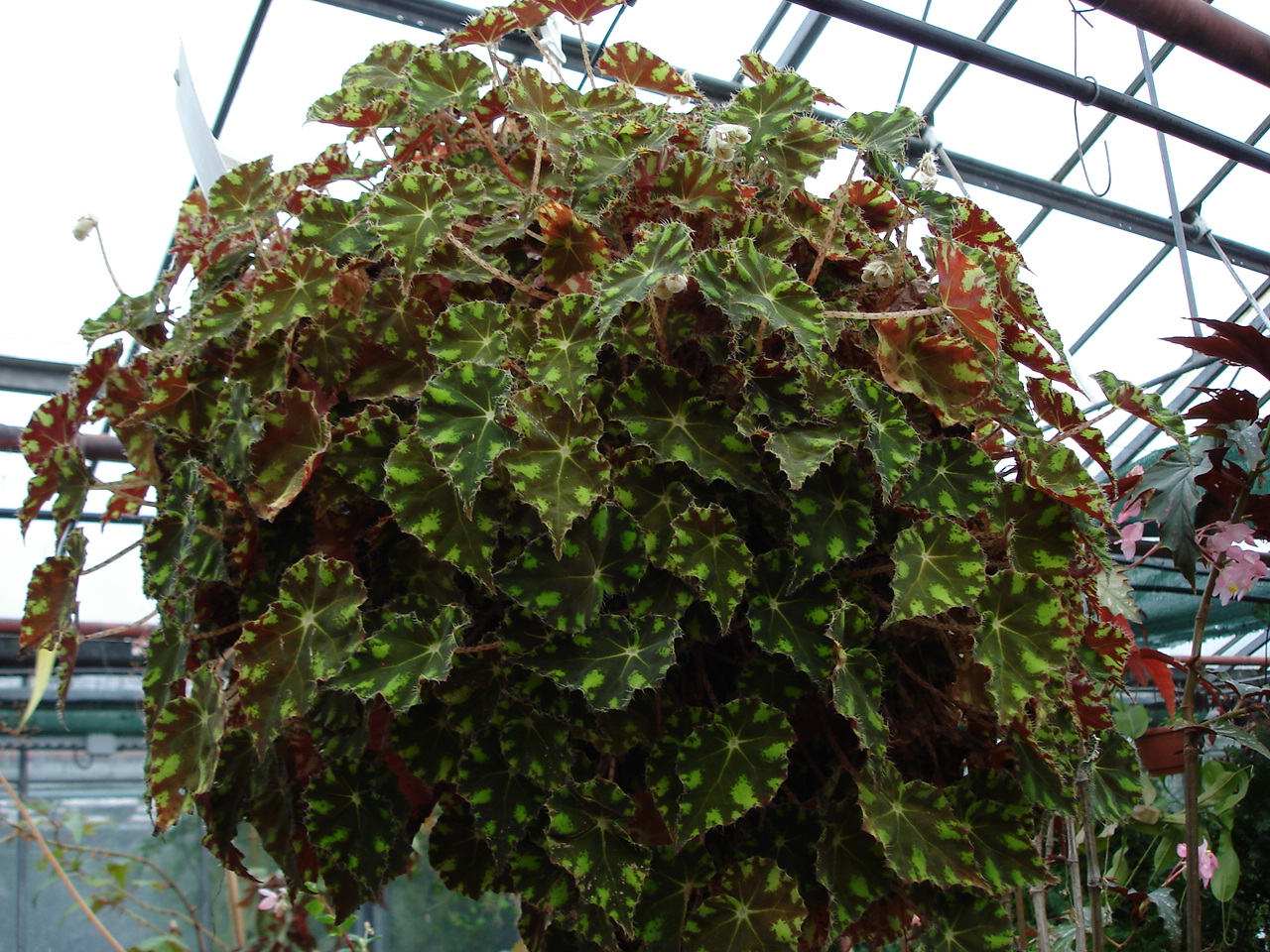
Die Sorte Begonia bowerae 'Tiger'

## Verwendung als Zimmerpflanze
Vor allem wegen ihres Blattschmucks werden einige Sorten als Zierpflanze in Parks und Gärten sowie als Zimmerpflanze verwendet. Aufgrund ihrer Kleinwüchsigkeit findet sie außerdem in Terrarien Verwendung.